# Nordeste Mato-Grossense
Nordeste Mato-Grossense is een van de vijf mesoregio's van de Braziliaanse deelstaat Mato Grosso. Zij grenst aan de deelstaten Pará in het noorden, Tocantins in het noordoosten en Goiás in het zuidoosten en de mesoregio's Sudeste Mato-Grossense in het zuiden en zuidwesten en Norte Mato-Grossense in het westen. De oostgrens van de mesoregio is de rivier de Araguaia. De mesoregio heeft een oppervlakte van ca. 177.336 km². Midden 2004 werd het inwoneraantal geschat op 253.138.
Drie microregio's behoren tot deze mesoregio:
- Canarana
- Médio Araguaia
- Norte Araguaia

Mesoregio's: Centro-Sul Mato-Grossense · Nordeste Mato-Grossense · Norte Mato-Grossense · Sudeste Mato-Grossense · Sudoeste Mato-Grossense

Microregio's: Alta Floresta · Alto Araguaia · Alto Guaporé · Alto Pantanal · Alto Paraguai · Alto Teles Pires · Arinos · Aripuanã · Canarana · Colíder · Cuiabá · Jauru · Médio Araguaia · Norte Araguaia · Paranatinga · Parecis · Primavera do Leste · Rondonópolis · Rosário Oeste · Sinop · Tangará da Serra · Tesouro